# Classical BRIT Awards
«Класична БРИТ нагорода» (англ. Classical BRIT Awards) — щорічна церемонія вручення музичних нагород Великої Британії в області класичної музики, заснована компанією British Phonographic Industry. Щорічно вручається в лютому в Альберт-холі. Вперше вручена в 2000 році. Для виковців поп-музики існує окрема премія Brit Awards, що вручається у лютому кожного року, починаючи з 1977 року.

## Нагороди по роках

### 2011
- Виконавецьроку — Антоніо Паппано
- Виконавиця року — Alison Balsom
- Композитор року — Арво Пярт
- Найкращий молодий виконавець — Vilde Frang
- Нагорода критиків — Тасмін Літтл
- Артист або колектив десятиліття — Il Divo
- Альбом року — Андре Ріє & Johann Strauss Orchestra (Decca) - Moonlight Serenade
- За досягнення в музиці — Джон Барри

### 2010
- Виконавець року — Василь Петренко
- Виконавиця року — Анджела Георгіу
- Композитор року — Томас Адес
- Найкращий молодий виконавець — Jack Liebeck
- Альбом року — Only Men Aloud! — Band Of Brothers
- Саунтдтрек року — Revolutionary Road — Thomas Newman
- Нагорода критиків — Orchestra e Coro dell 'Accademia Nazionale di Santa Cecilia, диригент Антоніо Паппано, солісти Роландо Вільясон, Аня Гартерос, Соня Ганассі, Рене Папе — Messa da Requiem
- За досягнення в музиці — Кірі Те Канава

### 2009
- Виконавець року — Густаво Дудамель
- Виконавиця року — Alison Balsom
- Композитор року — Howard Goodall
- Найкращий молодий виконавець — Аліна Ібрагімова
- Альбом року — Royal Scots Dragoon Guards - Spirit of the Glen-Journey
- Саундтрек року — Темний лицар — Ганс Ціммер, Джеймс Ньютон Говард
- Нагорода критиків — Чарльз Маккеррас / Scottish Chamber Orchestra - Mozart Symphonies nos. 38-41 * За досягнення в музиці — Хосе Каррерас

### 2008
- Виконавець року — Сер Колін Девіс
- Виконавиця року — Анна Нетребко
- Найкращий молодий виконавець — Нікола Бенедетті
- Саундтрек року — Кривавий алмаз — Джеймс Ньютон Говард
- Нагорода кріктіков — Стівен Іссерліс - Bach: Cello Suites
- За досягнення в музиці — Ендрю Ллойд Веббер

### 2007
- Альбом року — Сер Пол Маккартні — Ecce Cor Meum
- За досягнення в музиці — Вернон Гендлі

### 2006
- За досягнення в музиці — Пласідо Домінго

### 2005
- За досягнення в музиці — Джеймс Голуэй

### 2004
- Виконавиця року — Чечілія Бартолі
- Нагорода критиків — Максим Венгеров, Мстислав Ростропович, Лондонський симфонічний оркестр — Britten / Walton Concertos
- За досягнення в музиці — Рене Флемінг

### 2003
- За досягнення в музиці — Чечілія Бартолі

### 2002
- За досягнення в музиці — Андреа Бочеллі

### 2001
- За досягнення в музиці — Сер Саймон Реттл

### 2000
- За досягнення в музиці — Найджел Кеннеді